# Tchèdio
Tchèdio è una città e sottoprefettura della Costa d'Avorio appartenente al dipartimento di Tanda. Conta una popolazione di 10 605 abitanti (censimento 2014).